# Didier Maus
Pour les articles homonymes, voir Maus (homonymie).
Didier Maus, né le 4 mars 1947 à Boulogne-Billancourt (Seine), est un haut fonctionnaire, élu local et universitaire français, spécialiste du droit constitutionnel.

## Biographie

### Carrière administrative
Didier Maus a fait ses études supérieures à Paris. Il est diplômé de l'Institut d'études politiques de Paris, d'études supérieures de droit public et de sciences économiques. Il est également licencié en lettres et ancien élève de l'École nationale d'administration (1970-1973).
En 1973, Didier Maus devient administrateur civil au ministère de l'économie et des finances. En 1984, il est chargé par François Mitterrand, président de la République, de la publication des Travaux préparatoires de la Constitution de 1958. En mars 1986, il devient directeur du cabinet d'André Rossinot, ministre chargé des relations avec le Parlement.
En 1992, Didier Maus est nommé par le président de la République membre du Comité consultatif pour la révision de la Constitution avant de devenir, en mars 1993, conseiller d'André Rossinot, ministre de la fonction publique. De novembre 1993 à septembre 2001, il est directeur de l'Institut international d’administration publique.
En septembre 2001, Didier Maus est nommé conseiller d'État. Il est nommé en 2002 rapporteur général de la Commission des archives constitutionnelles de la Ve République jusqu'au 31 décembre 2011.
Il est également membre de la Commission chargée de réfléchir au statut pénal du président de la République française et nommé par le président de la Cour européenne des droits de l'homme à la Cour constitutionnelle de Bosnie-Herzégovine (juillet 2000 – décembre 2003). Il est membre du Tribunal constitutionnel de la Principauté d'Andorre entre le 10 décembre 2003 et décembre 2011, et le préside de juin 2006 à juin 2008.
Il est admis à la retraite le 5 mars 2012.

### Expert en droit constitutionnel
De 1999 à 2006, Didier Maus assure la présidence de l'Association française de droit constitutionnel. De 1993 à 2007, il est vice-président de l'Association internationale de droit constitutionnel puis élu président en juin 2007. Didier Maus est membre du conseil d'administration de l'Association française de science politique de 1988 à 2000 et animateur de son groupe de travail consacré aux questions parlementaires. En 1990, Didier Maus fonde et dirige avec Louis Favoreu la Revue française de droit constitutionnel (aux Presses universitaires de France). Le 30 octobre 2008, l’Université chrétienne Dimitrie Cantemir de Bucarest remet à Didier Maus, en tant que président de l’association internationale de droit constitutionnel, le titre de docteur honoris causa. Il est membre du Groupe européen de droit public depuis 1990. Il est docteur honoris causa de l'Université d'Athènes (30 mai 2016).

### Carrière universitaire
Didier Maus enseigne à l'Institut d'études politiques de Paris en tant que maître de conférences et directeur de séminaire (de 1973 à 1999). Il est également de 1972 à 1980 maître de conférences au centre des formations professionnelles et de perfectionnement du ministère de l'économie et des finances. En parallèle, il est chargé de cours à Paris-XIII (1979-1980).
En mai 1988, Didier Maus est élu professeur associé à l'université Paris-I Panthéon-Sorbonne. Il y enseigne jusqu’en 2006 le droit constitutionnel de la Ve République, le droit parlementaire, le droit constitutionnel comparé européen, la justice constitutionnelle comparée, le contentieux constitutionnel comparé et l’histoire du droit constitutionnel. Il codirige, après l’avoir fondé, le diplôme d'études approfondies (DEA) de droit public comparé des États européens. Au sein de l’université, Didier Maus assure la fonction de secrétaire général puis de directeur du centre de recherche de droit constitutionnel de l’université.
Du 1er septembre 2010 au 5 mars 2012, Didier Maus devient professeur à l'université Paul-Cézanne Aix-Marseille III.
De 1974 à 2001, il est vice-président de l'Association internationale des écoles et instituts d’administration.
Depuis 2017, il préside avec Jean-François Sirinelli la Société d'histoire de la Ve République.

### Activités politiques
De 1979 à 1983, Didier Maus a été adjoint au maire de Samois-sur-Seine (Seine-et-Marne). De  1989 à 2008, il en est conseiller municipal. De 2014 à 2020, il en est le maire. Il a également été vice-président de la communauté de communes "Pays de Fontainebleau" (2014-2016). De 2017 à 2020 il est conseiller communautaire de l'intercommunalité (26 communes) du Pays de Fontainebleau.
Il adhère au Parti radical « valoisien » et devient membre de son comité exécutif en 1983. De 1987 à 1992, il assure la présidence du comité départemental de l'Union pour la démocratie française (UDF) de Seine-et-Marne. Il préside la commission des lois du Parti radical (1993–1995, réélu en 2003).
En 2017, il participe activement à la réunification des radicaux et devient président de la commission des statuts du Mouvement radical.

## Distinctions
- Officier de la Légion d'honneur (17 septembre 2004)
- Officier de l'ordre national du Mérite (17 janvier 2001)
- Chevalier de l'ordre des Palmes académiques (21 juillet 1987)
- Chevalier de l'ordre du Mérite agricole (6 août 1987)
- Chevalier de l'ordre des Arts et des Lettres (6 mai 1988)

## Publications

### Éditorialiste
- Codirecteur (1990-) et fondateur (1990) avec Louis Favoreu de la Revue française de droit constitutionnel
- Président du Comité d'orientation de la collection « Retour aux textes » à La Documentation française (1992-2002)
- Directeur avec Robert Badinter de la collection « Histoire des Constitutions de la France », Fayard (1993-2005)
- Membre du comité éditorial de la revue Journal of Legislative Studies

### Publications officielles
- Documents pour servir à l'histoire de l'élaboration de la Constitution du 4 octobre 1958, Comité national chargé de la publications des travaux préparatoires des institutions de la Ve République, (François Luchaire et Didier Maus, dir.), La Documentation française, 4 vol., 1987-2002
- Archives constitutionnelles de la Ve République, volumes 1 et 2, Commission des archives constitutionnelles de la Ve République, (Jean Massot et Didier Maus, dir.), La Documentation française, 2008

### Publications personnelles
- Institutions politiques, Centre de formation professionnelle et de perfectionnement, ministère de l'Économie, des finances et du budget, 1975, (rééd. 1976, 1978, 1984)
- Le Parlement sous la Ve République, Presses universitaires de France, coll. « Que sais-je ? », 1985 (rééd. 1988, 1996)
- Institutions politiques, Masson (collection « Concours administratifs ») 1990
- Etudes sur la Constitution de la Ve République (La mise en place, La pratique), Éditions STH (collection « Les cahiers constitutionnels de Paris I »), 1990
- La pratique constitutionnelle française 1990, Presses universitaires de France, 1991
- La pratique constitutionnelle française 1991, Presses universitaires de France, 1992
- La pratique constitutionnelle française 1992, La Documentation française, collection « Les cahiers constitutionnels de Paris I », 1995
- Aborder le droit constitutionnel, Le Seuil, collection « Mémo », 1998

### Direction d'ouvrages
- Droit constitutionnel, exercices pratiques (en collaboration), Montchrestien, 1987, (rééd. 1989)
- Gérard Conac et Didier Maus, dir.), L'exception d'inconstitutionnalité, (Expériences étrangères, situation française), Éditions STH, collection «Les cahiers constitutionnels de Paris I'»  1990
- Le référendum, quel avenir ? (Expériences étrangères, La France), (Gérard Conac et Didier Maus, dir.), Éditions STH (collection « Les cahiers constitutionnels de Paris I »), 1990
- Didier Maus et Pierre Bon, dir., La Nouvelle République brésilienne, Economica, 1991
- Didier Maus, Louis Favoreu, Jean-Luc Parodi, dir., L’écriture de la Constitution de 1958, Economica, Puam, 1992
- Jean-Claude Masclet et Didier Maus, dir., Les constitutions nationales à l'épreuve de l'Europe, La Documentation française, 1993
- Didier Maus et Olivier Passelecq, dir., Témoignages sur l'écriture de la Constitution de 1958, () La Documentation française (collection « Les cahiers constitutionnels de Paris I »), 1997
- Noëlle Lenoir, Bertrand Mathieu et Didier Maus, dir., Constitution et éthique biomédicale, La Documentation française, collection « Les cahiers constitutionnels de Paris I », 1998
- Didier Maus et Olivier Passelecq, dir., Le traité d'Amsterdam face aux constitutions nationales, La Documentation française, collection « Les cahiers constitutionnels de Paris I », 1998
- Didier Maus et Bertrand Mathieu, dir.; La Cour de justice de la République, et après ? , La Documentation française, collection « Les cahiers constitutionnels de Paris I », 2000
- François Luchaire : un Républicain au service de la République, Liber amicorum, textes réunis par Jeannette Bougrab et Didier Maus, Publications de la Sorbonne, 2005
- Didier Maus et André Roux, dir., 30 ans de saisine parlementaire du Conseil constitutionnel, Economica, 2006
- Odile Rudelle et Didier Maus, dir., Normandie constitutionnelle. Un berceau des droits civiques ? , actes du colloque de Cerisy des 1er-6 juin 2006, Economica, 2007

### Recueils de textes
- Textes et documents sur la pratique institutionnelle de la Ve République, La Documentation française, 1978 (rééd. 1982)
- Les Grands textes de la pratique institutionnelle (puis, à partir de 1995, constitutionnelle) de la Ve République, La Documentation française, 1982, (rééd. 1985, 1987, 1988, 1990, 1993, 1995, 1998)
- Textes et documents sur l’élection présidentielle des 2 avril et 10 mai 1981, La Documentation française, 1982
- Textes et documents sur l’élection présidentielle des 24 avril et 8 mai 1988, La Documentation française, 1988
- Élection présidentielle des 23 avril et 7 mai 1995 (Textes et documents), La Documentation française, 1996
- Pierre Bon, Didier Maus, dir., Les grandes décisions des cours constitutionnelles européennes, Dalloz, 2008